# 31 (映画)
『31』（サーティーワン、原題：31）は、2016年制作のアメリカ合衆国のホラー映画。ロブ・ゾンビ監督。R18+指定。

## あらすじ
1976年10月31日、ハロウィンの日。サーカス団の一行が1台のワゴンに乗って次の開催地を目指して移動していた。夜道を走っていると、気味の悪い人形が道に立てられて塞がれていた。その時、一行は突如何者かの襲撃を受け、チャーリー、ロスコー、ヴィーナス、リヴォン、パンダの5人は拉致され、それ以外の者は皆殺されてしまう。
5人が気づくと、扉も窓も全て閉ざされた巨大な廃墟に監禁されていた。そこへフランス貴族のような格好をした老人と2人の老婆が現れ、彼らがゲーム「31」（サーティーワン）に参加することを宣言する。「31」とは、10月31日のハロウィンの日に開催される恐怖のデスゲームである。「ザ・ヘッズ」と呼ばれるピエロの格好をした殺人者集団を相手に闘い、12時間後に生き残っていたものだけが自由になれるという過酷なものであった。
5人はバールやナイフ、メリケンサックなどの武器を手に殺人集団と闘う。

## キャスト
- チャーリー：シェリ・ムーン・ゾンビ
- ロスコー：ジェフ・ダニエル・フィリップス
- パンダ：ローレンス・ヒルトン＝ジェイコブス
- ヴィーナス：メグ・フォスター
- リヴォン：ケヴィン・ジャクソン
- ドゥームヘッド：リチャード・ブレイク
- サイコヘッド：リュー・テンプル
- シスター・サーペント：ジェーン・カー
- シスター・ドラゴン：ジュディ・ギーソン
- ファーザー・マーダー：マルコム・マクダウェル